# Agrodiaetus kotshubeji
Agrodiaetus kotshubeji är en fjärilsart som beskrevs av Sovinsky 1915. Agrodiaetus kotshubeji ingår i släktet Agrodiaetus och familjen juvelvingar. Inga underarter finns listade i Catalogue of Life.